# Joshua Olenyi
Joshua Olenyi (* 2. November 2004) ist ein deutscher Basketballspieler.

## Werdegang
Olenyi spielte im Nachwuchs der SV Böblingen und später auch in der Herrenmannschaft. In der Saison 2023/24 war er zunächst Mitglied der SV Möhringen (2. Regionalliga), wechselte am Jahresanfang 2024 zu PS Karlsruhe. Er spielte zunächst ausschließlich in der zweiten Karlsruher Mannschaft, Mitte November 2024 bestritt Olenyi sein erstes Spiel in der 2. Bundesliga ProA.